# Kjersti Alveberg
Kjersti Alveberg (Oslo, 1948. július 26. – 2021. október 19.) norvég koreográfus és táncos. 1975 óta a színpadon és a televízió képernyőin is több balettelőadást jelenített meg, nemzetközi szinten is hírnevet szerzett. Számos díjat is elnyert, mint Oslo város művészeti díját.

## Filmjei
Koreográfusként
- Lucie (1979)
- Slim sala bim (1980, tv-film)
- En Annen historie (1983, 3 epizódban)

Színészként
- Alvorlig talt (1970, tv-film)
- Bør Børson Jr. (1974)
- Ungen (1974)